# Pierre d’Arrabloy

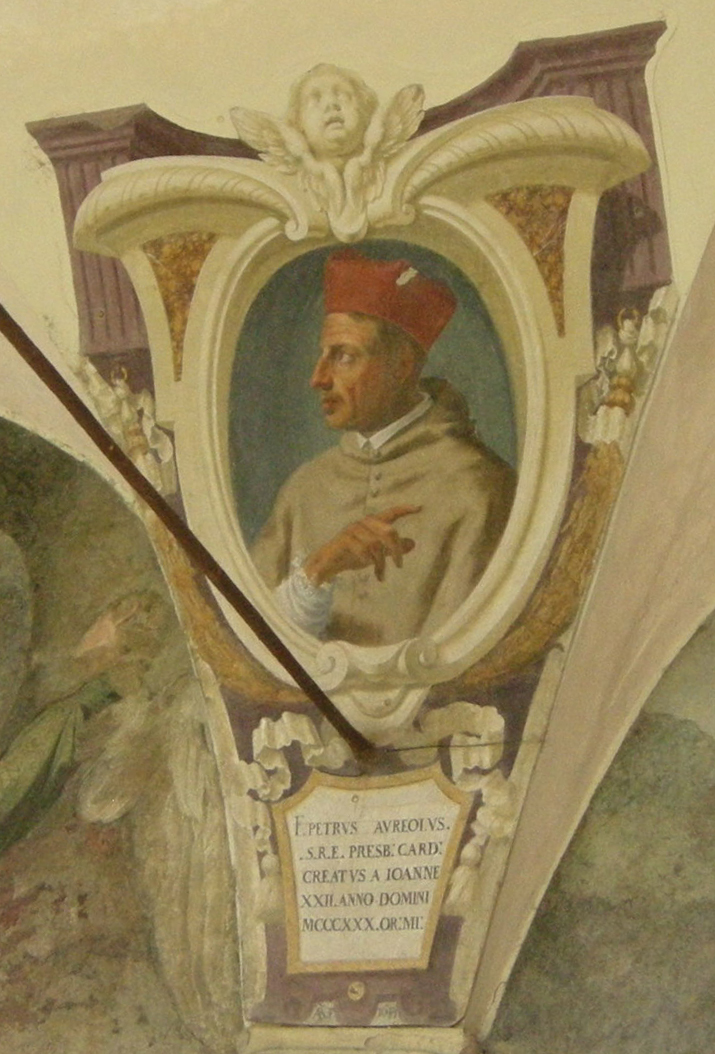
Kardinal Pierre d’Arrabloy (Kreuzgang der Kirche Ognissanti (Florenz))

Pierre d’Arrabloy (* in Arrabloy bei Gien, Orléanais, Frankreich; † März 1331 in Avignon) war ein französischer Kardinal der Römischen Kirche.

## Leben
Der Magister der Rechte stand in den Diensten des Königs von Frankreich und war Archidiakon von Narbonne und Bourbon-Lancy. Seit dem 14. August 1314 auch Kanoniker von Bourbonnois, wurde er später auch Kanoniker von Saint-Quentin.
Als persönlicher Freund von König Ludwig X. war er vom 22. Juli 1316 bis zum 26. Januar 1317 Schatzmeister des Königreichs Frankreich.
Papst Johannes XXII. kreierte ihn am 17. Dezember 1316 zum Kardinalpriester mit der Titelkirche Santa Susanna. 1318 wurde er Mitglied des Parlement von Frankreich. Ab dem 25. September 1326 war er Camerlengo des Kardinalskollegiums. Im Dezember 1328 wurde er zum Kardinalbischof des suburbikarischen Bistums Porto e Santa Rufina erhoben.
Er starb im März 1331 in Avignon und wurde in der Kirche seines Heimatortes Arrabloy nahe Gien beigesetzt.